# Arthur (serial)
Arthur este un serial americano-canadian de animație pentru copii. Prezintă viața plină de probleme a lui Arthur Read, un simplu băiat care nu poate scăpa de belele. Acesta are o mulțime de prieteni și locuiește cu familia sa într-o casă din orașul Elwood.

## Personaje

### Copiii
Arthur Timothy Read - este personajul principal al serialului de animație Arthur. E un simplu băiat de clasa a 3-a. Poartă niște ochelar rotunzi și deobicei e îmbrăcat într-un pulover galben și niște blugi. Acesta duce o copilărie plină de probleme, imaginându-și mereu ce s-ar putea întâmpla mai departe, fie de bine, fie de rău. Are o mulțime de prieteni, cel mai bun dintre ei fiind Buster, și trăiește într-o căsuță cu părinții săi și cu cele două surioare mai mici: D.W. și Kate. Arthur este foarte talentat în ceea ce privește sportul, de multe ori apărând jucând fotbal, basket sau basseball, dar are și ureche muzicală dovedindu-se un expert în cântatul la pian. Este înnebunit după un personaj numit Iepurele Bionic.
Buster Baxter - este cel mai bun prieten al lui Arthur. E un iepure plin de viață, cu o imaginație bogată, câteodată găsind răspuns la problemă printr-un singur mod: „Extratereștrii au fost de vină!”. Și el, ca mulți copii din serial, este înnebunit după Iepurele Bionic. Buster este mereu flămând, fiind în stare să mănânce până și ce e expirat. De altfel, este și leneș, neplăcându-i prea mult să învețe pentru școală. Nu are frați sau surori, și deci locuiește cu mama sa. Tatăl său este pilot, și umblă prin toată lumea. Buster a plecat alături de el în jurul lumii pentru un timp, iar când s-a întors, nu i-a venit să creadă cât de multe s-au schimbat.
Francine Alice Frensky